# Ermengarde de Hesbaye
Pour l’article homonyme, voir Ermengarde.
Pour les articles homonymes, voir Hesbaye (homonymie).
Ermengarde de Hesbaye, née vers 778 et morte le 3 octobre 818 à Angers, est une aristocrate de l'Empire carolingien, devenue impératrice d'Occident en 814 par son mariage avec Louis le Pieux.

## Biographie
Elle est la fille d'Ingramm (Enguerrand), comte en Hesbaye au bord de la Meuse. Son père, probablement un neveu de l'évêque Chrodegang de Metz († 766) et donc petit-fils de Landrade de Hesbaye, était un descendant de la famille des Robertiens.
Vers 794, elle était fiancée à Louis (778-840), le troisième fils de Charlemagne de son mariage avec Hildegarde de Vintzgau. À ce temps, Louis était déjà sacré roi d'Aquitaine ; après le décès de ses frères aînés Pépin et Charles, il devient empereur à la mort de son père le 28 janvier 814.
De l'union d'Ermengarde et Louis sont issus :
- Lothaire Ier (795 - † 855), roi d'Italie, de Lotharingie et empereur d'Occident de 840 à sa mort ;
- Pépin Ier (v. 797 - † 838), roi d'Aquitaine de 817 à 832 puis de 834 à 838 ;
- Rotrude (née v. 800) ;
- Berthe ;
- Hildegarde (v. 803 - † 857), abbesse de l'abbaye Saint-Jean de Laon ;
- Louis II le Germanique (v. 806 - † 876), roi de Francie orientale de 843 à sa mort.

Le couple s'est installé à la résidence impériale d'Aix-la-Chapelle. Ermengarde est sacrée impératrice par le pape Étienne IV lors d'une messe à Reims le 5 octobre 816. Peu après, en 818, elle meurt à Angers alors qu'elle accompagne l'empereur parti en campagne contre les Bretons.
Elle est inhumée dans la cathédrale d'Angers. Veuf, Louis le Pieux épousa Judith de Bavière en février 819.